# Parafia św. Marka Ewangelisty w Łomiankach
Parafia pw. św. Marka Ewangelisty w Łomiankach – parafia rzymskokatolicka znajdująca się w dekanacie kampinoskim, archidiecezji warszawskiej, metropolii warszawskiej Kościoła katolickiego, w Łomiankach, obsługiwana przez księży diecezjalnych.

## Kościół parafialny
Parafia została erygowana w 1996. Obecny kościół parafialny pochodzi z pierwszych lat XXI wieku. Mieści się przy ulicy Żywicznej, w dzielnicy Dąbrowa Leśna.